# Marmarita
Marmarita is een plaats in het Syrische gouvernement Homs.

## Galerij

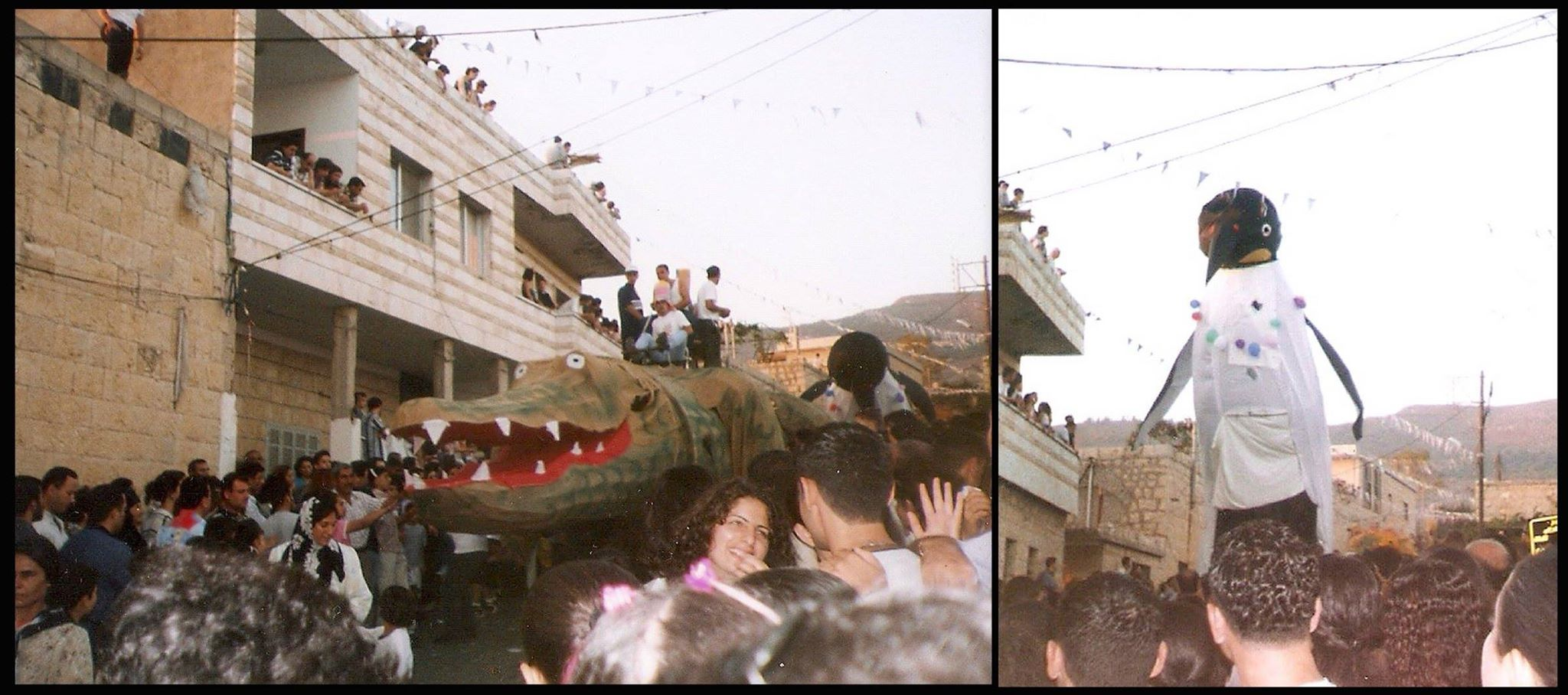
Carnaval 2001
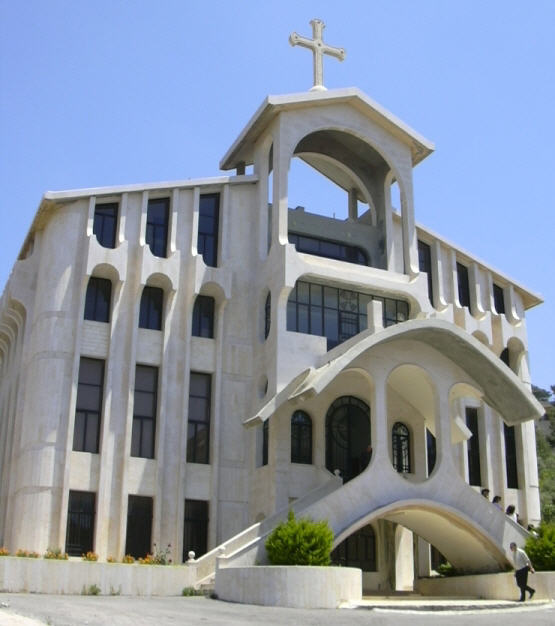
Kerk
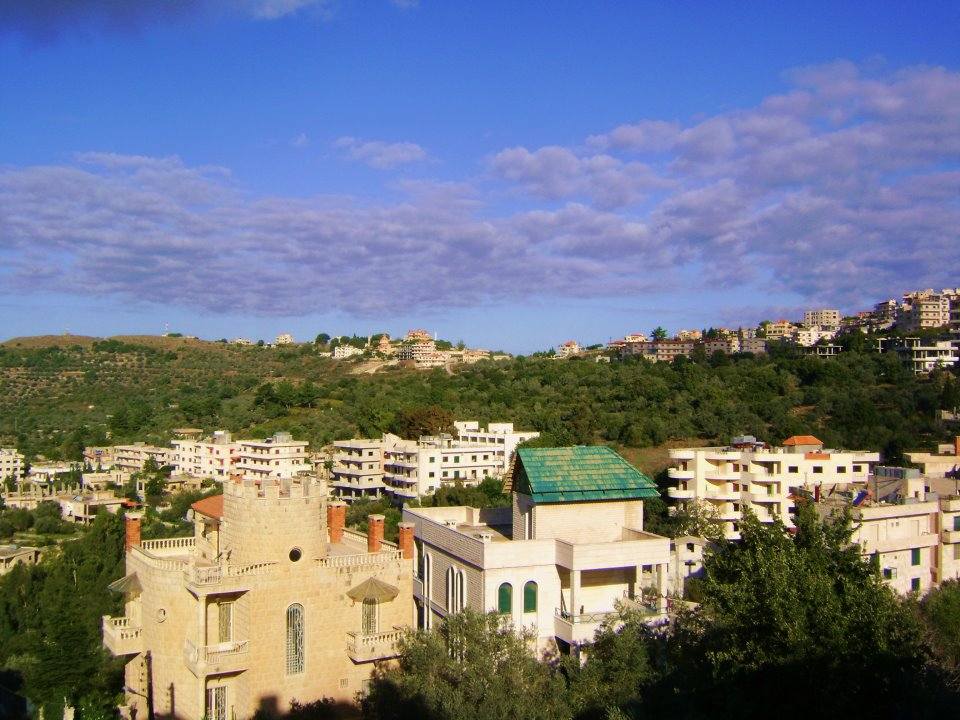
Uitzicht over Marmarita